# Região de Lisboa

Região de Lisboa

De Região de Lisboa (Regio Lissabon) is een Portugese regio, die bestaat uit delen van de districten Lissabon en Setúbal. De regio heeft een oppervlakte van 2.802 km² en heeft ongeveer 2.7 miljoen inwoners. De regio werd in 2002 opgericht en ontstond uit de regio Lisboa e Vale do Tejo. 
Twee subgebieden zijn:
- Grande Lisboa (9 gemeenten):
Amadora
Cascais
Lissabon
Loures
Mafra
Odivelas
Oeiras
Sintra
Vila Franca de Xira
- Península de Setúbal (9 gemeenten)
Alcochete
Almada
Barreiro
Moita
Montijo
Palmela
Seixal
Sesimbra
Setúbal

Alentejo · Algarve · Azoren (autonoom) · Centro · Lissabon · Madeira (autonoom) · Norte